# 大沢野北口駅
大沢野北口駅（おおさわのきたぐちえき）は、富山県上新川郡大沢野町（現・富山市上大久保）にあった富山地方鉄道笹津線の駅（廃駅）である。笹津線の廃線に伴い1975年（昭和50年）4月1日に廃駅となった。
1969年（昭和44年）8月30日から廃止時まで、朝夕1往復ずつ運行されていた急行列車の停車駅であった。

## 歴史
- 1914年（大正3年）12月6日：富山軽便鉄道富山駅（現・電鉄富山駅） - 笹津駅間開通（富山軽便鉄道全通）に伴い大沢野駅（おおさわのえき）として開業[2][3]。
- 1915年（大正4年）10月24日：鉄道会社名を富山鉄道に改称。それに伴い同鉄道の駅となる[3][4]。
- 1933年（昭和8年）4月20日：堀川新駅（現・南富山駅） - 笹津駅間部分廃線に伴い廃止となる[2][3][4]。
- 1952年（昭和27年）8月15日：富山地方鉄道笹津線大久保町駅 - 地鉄笹津駅間延伸開通（笹津線全通）に伴い大沢野北口駅として再開業[2][3][5]。
- 時期不詳：交換設備撤去、業務委託化[1][3]。
- 1975年（昭和50年）4月1日：笹津線の廃線に伴い廃止となる[2][3][4][5]。

## 駅構造
廃止時点で、単式ホーム1面1線を有する地上駅であった。ホームは線路の西側（地鉄笹津方面に向かって右手側）に存在した。転轍機を持たない棒線駅となっていた。かつては相対式ホーム2面2線を有する列車交換可能な交換駅であった。
業務委託駅となっていた。駅舎は構内の西側に位置し、ホーム中央部分に接していた。
富山軽便鉄道（後の富山鉄道）時代の当駅は、停車場として開業していた。

## 駅周辺
西側には旧飛騨街道の集落があった。旧・大沢野町に入ると山が近付いて来た。
- 国道41号（越中東街道）
- 旧飛騨街道
- 本修寺[3]

## 駅跡
1998年（平成10年）時点では、駅にあった銀杏の大木が残っていた。2008年（平成20年）時点では道路脇の空地となっていた。銀杏の木も健在であった。
また、当駅跡附近の線路跡は、1998年（平成10年）時点では当線廃線後に南富山駅 - 日本繊維前駅の間を東西に走る形で開通した国道359号の取付け道路附近から田村町駅跡南側付近までは2車線の舗装道路となっていた。2008年（平成20年）時点でも同様であった。

## 隣の駅
富山地方鉄道
笹津線
上大久保駅 - 大沢野北口駅 - 田村町駅